# 今野雅方
今野 雅方（こんの まさかた、1946年6月12日 - ）は、日本の教育者、翻訳家。日本論文教育センターGlobe代表。ミュンヘン大学東アジア研究所専任講師、駿台予備学校論文科講師等。長年若い世代を主な対象とした論文教育を手がけ、現在はヘーゲル精神現象学の註解ゼミを中心とした教育活動を展開している。

## 経歴
- 1970年3月 東北大学工学部建築学科卒業
- 1975年3月 早稲田大学大学院仏文学修士修了
- 1977年4月 拓殖大学非常勤講師
- 1992年4月 ミュンヘン大学東アジア研究所専任講師
- 1994年3月 文教大学非常勤講師
- 2002年4月 NPO法人日本論文教育センターGlobe代表理事

## 著作・論文等
一般書
- 『深く「読む」技術 思考を鍛える文章教室』（ちくま学芸文庫、2010年）
- 『考える力をつける論文教室』（ちくまプリマー新書、2011年）

学習参考書
- 『英語論文講義』（駿台文庫、1992年）
- 『英語論文問題の解き方』（研究社、2006年）

### 訳書
- ジャン・ジロドゥ『ベタニ　罪の天使』（縄田靖子共訳、ノンブル社、1986年）
- アレクサンドル・コジェーヴ『ヘーゲル読解入門　『精神現象学』を読む』（上妻精共訳、国文社、1987年）
- ドミニック・オフレ『評伝 アレクサンドル・コジェーヴ』（パピルス出版、2001年）